# Orthophytum pseudovagans
Orthophytum pseudovagans là một loài thực vật có hoa trong họ Bromeliaceae. Loài này được Leme & L.Kollmann mô tả khoa học đầu tiên năm 2007.